# Дайв-бот

Современный туристический дайв-бот, севший на риф в районе Рас-Мохаммед (Египет).

Дайв-бот— лёгкомоторное судно, использующееся для транспортировки аквалангистов (преимущественно туристов) к месту погружения. Используются повсеместно в зонах массового отдыха.